# Alcalde de la Mesta
Los alcaldes de la mesta eran las personas que impartían justicia en el Concejo de la Mesta.
En la hermandad de la mesta, cada una de las cuatro cuadrillas principales, esto es, la reunión de ganaderos de cada uno de los distritos principales que son los de Soria, Cuenca, Segovia y León, nombraba un alcalde ordinario que se llamaba de cuadrilla, dos alcaldes de alzadas y uno de apelaciones. La jurisdicción de los alcaldes de cuadrilla se reducía al conocimiento de las demandas civiles entre los hermanos mesteños durante el concejo; y la de los de alzadas a recibir los recursos, alegaciones y pruebas de los que apelaban de los alcaldes de cuadrilla, para que pudiesen despacharlos con brevedad los alcaldes de apelaciones a quienes tocaba delerminar los recursos de esta clase.
Había también otros alcaldes de cuadrilla, que se nombraban a pluralidad de votos por las cuadrillas subalternas o uniones de ganaderos de ciertos pueblos y cuyo oficio duraba cuatro años. Unos lo eran de tierras llanas y otros de sierras. Los de tierras llanas se limitaban al número de uno por cada diez leguas y conocían de las causas que se suscitaban entre hermanos mesteños y sus criados, relativas a cabaña real y ganados; y si los mesteños eran estantes, solo conocían en los tres casos siguientes:
- de hacer mestas
- de señalar tierra aparte a los ganados enfermos
- de despojos de posesiones de dehesas o pastos.

Los alcaldes de sierras no tenían tan limitada la jurisdicción.
Todos estos alcaldes de cuadrillas, de alzadas y apelaciones eran solo para conocer de pleitos entre hermanos de la mesta de modo que los pastores tenían como los comerciantes sus jueces peculiares. Mas para defender los privilegios de los mesteños contra extraños infractores había otros alcaldes llamados entregadores, que al principio eran cuatro letrados y después solo dos, nombrados de dos en dos años en lo antiguo por el presidente del mismo concejo de la mesta y después por el rey a consulta de su consejo de la cámara.
Estos entregadores podían por instinto:
- defender y amparar los ganados trashumantes, cuidando de que no se quebrantasen sus privilegios en sus idas y venidas a los pastos de verano e invierno ni durante su estancia en ellos.
- impedir que por las justicias, concejos o particulares se les exigiesen nuevas imposiciones o derechos y hacer restituir los indebidamente cobrados.
- conocer de todos los agravios, heridas y malos tratamientos que se hiciesen por particulares, comunidades o justicias a los hermanos, pastores y ganados de la cabaña trashumante en contravención y quebrantamiento de sus privilegios debiendo tener por bastante probanza la deposición de dos pastores con la declaración jurada del agraviado, procediendo breve y sumariamente, así en la vía civil como en la criminal, y exigiendo el resarcimiento de los daños con más la pena del tres tanto, la cual se aplicaba al concejo de la mesta.
- reducir a su antiguo estado y pasto las cañadas, veredas, ejidos, abrevaderos, majadas, descansaderos, pasos, baldíos, dehesas y pastos comunes que algún particular, comunidad o concejo hubiese cerrado, labrado, roto, plantado u ocupado de cualquier modo en los lugares y parages por donde acostumbraban pasar los ganados trashumantes, imponiendo penas pecuniarias a los culpados en beneficio del concejo mesteño.
- oponerse a que las justicias exigiesen las penas de ordenanza por el daño que los ganados lucieren en las cinco cosas vedadas, que son viñas estando con fruto, huertas, dehesas auténticas del pasto de los ganados de invernadero o agostadero y boyales del pasto del ganado de labor y prados de guadaña; pues solo había de pagarse el importe del daño tasado por dos peritos que los interesados nombrasen y por otro tercero que eligiese la justicia en caso de discordia.
- proceder contra cualesquiera personas y concejos que se apropiaren los ganados mesteños y mostrencos haciéndoselos restituir al concejo de la mesta y exigiéndoles la pena de diez mil maravedís aplicados por terceras partes al fisco, al dicho concejo y al juez, ky 5, tit. 27, lib. 7, Nov. Rec.

Armados los alcaldes entregadores de estas facultades y rodeados de subalternos y ministros, llevaban su tribunal ambulatorio en pos de los ganados de los hermanos mesteños siguiéndolos en sus idas, en sus vueltas y en sus estancias. Caían sobre los pueblos como una nube preñada de granizo; cometían do quiera mil abusos y excesos; afligían y oprimían a todas horas y en todas partes en nombre del honrado concejo a los labradores y a propietarios y aun a los ganaderos estantes.
Suprimiólos por fin en vista de tantos males el señor don Carlos IV y cometió su jurisdicción y facultades a los corregidores de letras y alcaldes mayores considerándolos como subdelegados del presidente del honrado concejo de la mesta. Estos eran pues los que últimamente debían conocer en sus respectivos territorios de los agravios que se hicieren y perjuicios que se causaren a los hermanos, pastores y ganados de la cabaña trashumante en contravención a sus privilegios, arreglándose a la instrucción contenida en la real cédula de 29 de agosto de 1798 que consta de 43 capítulos (ley It, lit. 27, lib. 7, Nov. Rec) y admitiendo las apelaciones de derecho para ante el presidente de mesta, de cuyas providencias se acudía a la sala de mil y quinientas, donde con la sentencia que se daba se causaba ejecutoria.
Por real orden de 3 de octubre de 1836 se mandó que los alcaldes ordinarios y ayuntamientos constitucionales se encarguen de las funciones que estaban cometidas a los alcaldes de la mesta y las desempeñen con arreglo a la constitución y a las leyes y reglamentos vigentes del ramo de ganadería.
La legislación de la mesta se contiene en el tílulo 27, libro 7 de la Novísima Recopilación, y con más extensión en una colección o código especial que en 1751 publicó don Andrés Díaz Navarro, fiscal del concejo, con el título de Cuaderno de leyes y privilegios del honrado concejo de la mesta.